# WTA 125k 2013
Il WTA 125k 2013 (noto anche come WTA Challenger Tour 2013) è il secondo livello professionistico di tennis femminile, dopo il WTA Tour 2013. Per il 2013 è costituito da cinque tornei con un premio per la vittoria di 125 000$.

## Calendario
| Settimana    | Torneo                                                                                               | Campionesse                                            | Finaliste                              | Semifinaliste                      | Eliminate ai quarti                                                               |
| ------------ | --- | ------------------------------------------------------ | -------------------------------------- | ---------------------------------- | --------------------------------------------------------------------------------- |
| 11 febbraio  | Copa Bionaire 2013 Cali, Colombia WTA 125k $125.000 - Terra rossa - 32S/16Q/16D Singolare - Doppio   | Lara Arruabarrena Vecino 6-3, 6-2                      | Catalina Castaño                       | Elina Svitolina Paula Ormaechea    | Mariana Duque Mariño Sesil Karatančeva Aleksandra Panova Teliana Pereira          |
| 11 febbraio  | Copa Bionaire 2013 Cali, Colombia WTA 125k $125.000 - Terra rossa - 32S/16Q/16D Singolare - Doppio   | Catalina Castaño Mariana Duque Mariño 3-6, 6-1, [10-5] | Florencia Molinero Teliana Pereira     | Elina Svitolina Paula Ormaechea    | Mariana Duque Mariño Sesil Karatančeva Aleksandra Panova Teliana Pereira          |
| 5 agosto     | Suzhou Ladies Open 2013 Suzhou, Cina WTA 125k $125.000 - Cemento - 32S/16Q/16D Singolare - Doppio    | Shahar Peer 6-2, 2-6, 6-3                              | Zheng Saisai                           | Tímea Babos Misaki Doi             | Tamarine Tanasugarn Zhou Yimiao Shuai Zhang Eri Hozumi                            |
| 5 agosto     | Suzhou Ladies Open 2013 Suzhou, Cina WTA 125k $125.000 - Cemento - 32S/16Q/16D Singolare - Doppio    | Tímea Babos Michaëlla Krajicek 6-2, 6-2                | Han Xinyun Eri Hozumi                  | Tímea Babos Misaki Doi             | Tamarine Tanasugarn Zhou Yimiao Shuai Zhang Eri Hozumi                            |
| 23 settembre | Ningbo Challenger 2013 Ningbo, Cina WTA 125k $125.000 - Cemento - 32S/16Q/16D Singolare - Doppio     | Bojana Jovanovski 6(7)–7, 6–4, 6–1                     | Shuai Zhang                            | Johanna Larsson Yvonne Meusburger  | Anna Karolína Schmiedlová Johanna Konta Jaroslava Švedova Anabel Medina Garrigues |
| 23 settembre | Ningbo Challenger 2013 Ningbo, Cina WTA 125k $125.000 - Cemento - 32S/16Q/16D Singolare - Doppio     | Chan Yung-jan Zhang Shuai 6–2, 6–1                     | Iryna Burjačok Oksana Kalašnikova      | Johanna Larsson Yvonne Meusburger  | Anna Karolína Schmiedlová Johanna Konta Jaroslava Švedova Anabel Medina Garrigues |
| 28 ottobre   | Nanjing Ladies Open 2013 Nanchino, Cina WTA 125k $125.000 - Cemento - 32S/16Q/16D Singolare - Doppio | Zhang Shuai 6-4, rit.                                  | Ayumi Morita                           | Jarmila Gajdošová Yanina Wickmayer | Wang Qiang Anna Schmiedlová Zheng Saisai Anna-Lena Friedsam                       |
| 28 ottobre   | Nanjing Ladies Open 2013 Nanchino, Cina WTA 125k $125.000 - Cemento - 32S/16Q/16D Singolare - Doppio | Misaki Doi Xu Yifan 6-1, 6-4                           | Jaroslava Švedova Zhang Shuai          | Jarmila Gajdošová Yanina Wickmayer | Wang Qiang Anna Schmiedlová Zheng Saisai Anna-Lena Friedsam                       |
| 4 novembre   | OEC Taipei Ladies Open 2013 Taipei WTA 125k $125.000 - Cemento - 32S/16Q/16D Singolare - Doppio      | Alison Van Uytvanck 6-4, 6-2                           | Yanina Wickmayer                       | Dinah Pfizenmaier Luksika Kumkhum  | Ekaterina Byčkova Katarzyna Piter Petra Martić Zheng Saisai                       |
| 4 novembre   | OEC Taipei Ladies Open 2013 Taipei WTA 125k $125.000 - Cemento - 32S/16Q/16D Singolare - Doppio      | Caroline Garcia Jaroslava Švedova 6-3, 6-3             | Anna-Lena Friedsam Alison Van Uytvanck | Dinah Pfizenmaier Luksika Kumkhum  | Ekaterina Byčkova Katarzyna Piter Petra Martić Zheng Saisai                       |